# Jordi Bazan
Jorge „Jordi“ Bazan Moros (* 7. Oktober 1971) ist ein ehemaliger andorranischer Fußballspieler. Aktiv spielte er beim CE Principat. Für die andorranische Fußballnationalmannschaft kam er zwischen 1996 und 1998 zu sechs Länderspieleinsätzen.